# Battaglia di Lyndanisse
La battaglia di Lyndanisse fu una battaglia che consentì a re Valdemaro II di conquistare i territori dell'Estonia danese durante lo svolgimento delle crociate del Nord. Valdemaro II sconfisse gli estoni a Lyndanisse (in lingua estone Lindanise), dietro ordine del papa Onorio III.

## La Battaglia
Valdemaro II, assieme all'arcivescovo Anders Sunesen di Lund, al vescovo Teodorico di Estonia ed ai suoi vassalli Alberto di Nordalbingia e Vitslav I di Rügen, salparono verso la provincia settentrionale dell'Estonia, Revalia all'inizio di luglio. I crociati si accamparono a Lyndanisse e vi costruirono un castello, che venne denominato Castrum Danorum, che gli estoni chiamarono Taani-linn (divenuta poi Tallinn), dal significato di castello in lingua danese. Gli estoni inviarono diversi negoziatori, ma era soltanto un espediente per consentire l'allestimento di un esercito sufficientemente numeroso da consentire di lottare contro i danesi.
Il 15 giugno 1219, gli estoni attaccarono i danesi vicino al castello subito dopo cena. Essi avanzarono da cinque diverse direzioni sorprendendo i crociati, che si sparsero in tutte le direzioni. Il vescovo Teodorico venne ucciso dagli estoni, i quali pensarono che fosse il re. I danesi vennero salvati dai loro vassalli venedi, dato che Vitslav eseguì un veloce contrattacco che bloccò l'avanzata estone. Ciò diede ai crociati il tempo di riorganizzarsi, e gli estoni vennero sconfitti.

## Dannebrog

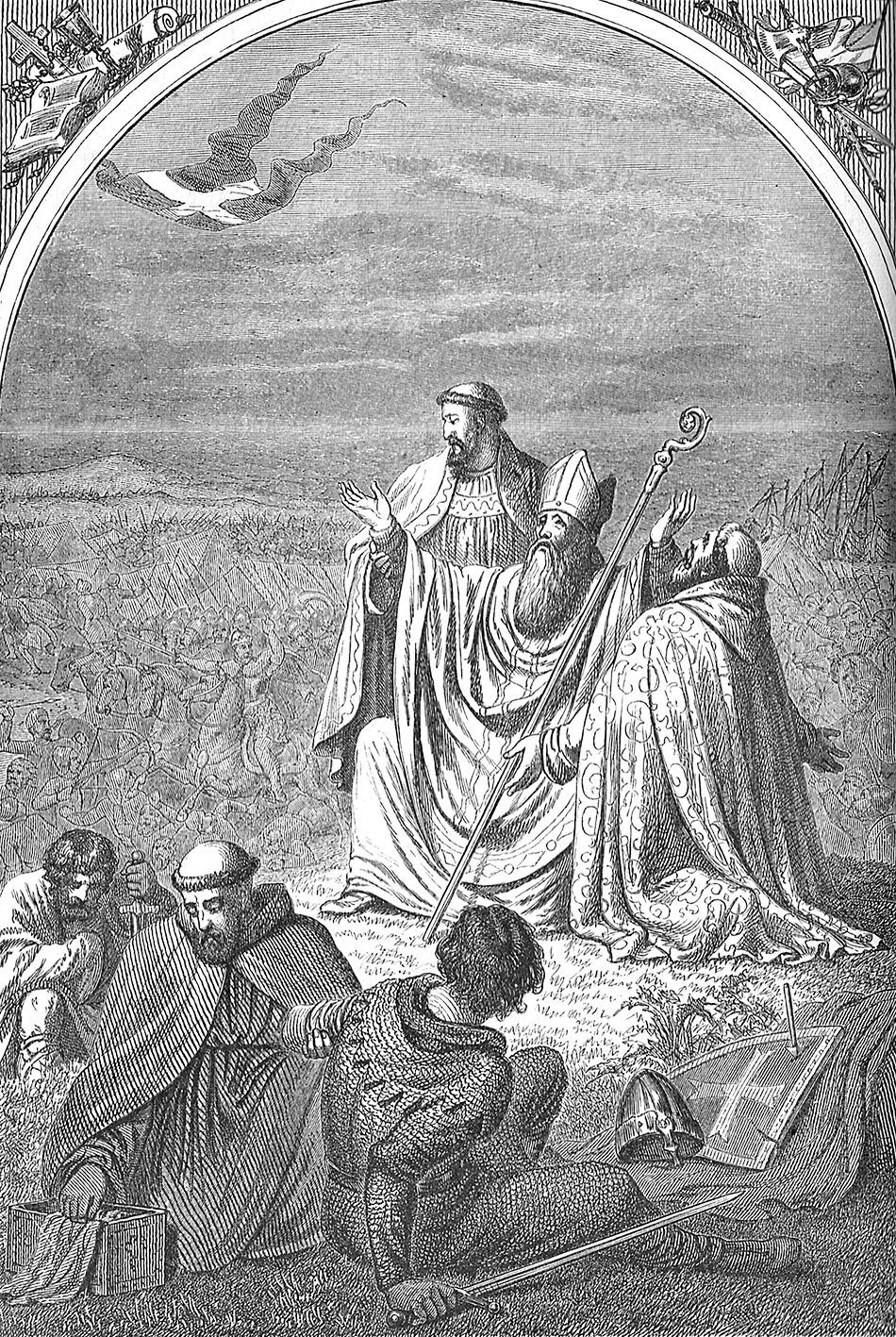
L'arcivescovo Anders Sunesen alla Battaglia di Lyndanisse

Una leggenda narra che nel corso della Battaglia di Lyndanisse, in un momento di grande difficoltà, la bandiera danese cadde dal cielo dando ai combattenti rinnovata speranza. Gli estoni attaccarono la roccaforte danese creando su essi forti pressioni. Anders Sunesen, l'arcivescovo di Lund, alzò le mani al cielo in segno di preghiera, ed i difensori lo sostennero affinché potesse tenere le mani sollevate. Quando l'arcivescovo Sunesen fu esausto, dovette abbassare le braccia e in quel momento gli estoni erano sul punto di ottenere la vittoria. Ma una bandiera rossa con una croce bianca cadde dal cielo e diede ai danesi la vittoria.

Questo fatto si basa su due differenti versioni degli inizi del XVI secolo, di una fonte ancora più antica. Secondo la leggenda, la Danimarca ricevette la sua bandiera nazionale durante la battaglia. L'argomento è menzionato in Storia dei re e degli eroi dei danesi negli ultimi tre volumi (14-16) che descrivono le conquiste danesi sulla sponda meridionale del Mar Baltico e le Crociate del Nord. I volumi in latino di Danorum Regum heroumque Historiae, vennero editi a cura del canonico danese, Christiern Pedersen, e pubblicati da Jodocus Badius il 15 marzo 1514.
Questa fonte più antica attribuisce il fatto della nascita di Dannebrog come avvenuto in una battaglia in Livonia nel 1208. Ma il frate francescano Peder Olsen (c. 1527) rettificò indicando il 1219. La leggenda divenne così legata alla battaglia di Lyndanisse. La tradizione che attribuisce l'origine della Dannebrog alle Crociate del Nord è vera, visto che la bandiera rossa con una croce bianca nacque come simbolo crociato.